# Nicolás Catalán
Nicolás Catalán Catalán (Chilpancingo, febrero de 1780 - ibídem, 17 de febrero de 1838) fue un caudillo de la etapa de resistencia de la independencia de México, cuyo campo de acción estuvo en el actual Estado de Guerrero.

## Biografía
Sus padres fueron Nicolás Catalán y Nicolasa Catalán.
Fue el primogénito:
después nacieron sus hermanas María (Tixtla, 1782 o 1783) y Dolores.
En la aldea Tepecoacuilco (a unos 16 km al sureste de la villa de Iguala), Nicolás se casó con Antonia Nava (posiblemente en los últimos años del siglo XVIII).
En Tixtla, el joven Nicolás se peleó con su padre, por lo que se mudaron con su madre y sus hermanas a Jaleaca, donde se establecieron por un periodo considerable.
Después de algún tiempo Dolores se casó con el comerciante Antonio Gómez Ortiz, quedando María al cuidado de Nicolás.
Su cuñado Antonio Gómez lo nombró administrador de su rancho Xolocamotla, por lo que Nicolás y Antonia se trasladadon a trabajar allí.
Se llevó consigo a María, quien sería su compañera fraternal durante el resto de su existencia.
Posiblemente su madre ya había muerto.

### Guerra de independencia mexicana
En noviembre de 1810 participaron en un combate contra los realistas en Tepecoacuilco.
El 10 de diciembre de 1810 se incorporaron a las tropas del general José María Morelos.
El 20 de febrero de 1811, Nicolás obtuvo su primer ascenso, a cabo primero.
El 3 de abril de 1811 fue ascendido a sargento
El 24 de mayo de 1811 ascendió a alférez
El 6 de enero de 1812, a teniente. 
El 3 de febrero de 1813, a capitán
El 22 de septiembre de 1816, a teniente coronel.
El 19 de abril de 1820, a coronel.
El 22 de febrero de 1823, a general de brigada.
Estuvo bajo el mando de José María Morelos durante 3 años, 5 meses y 5 días. Bajo el mando de Nicolás Bravo estuvo 3 años, 6 meses, y 16 días. Y bajo las órdenes del general Vicente Guerrero estuvo 7 años y 3 meses.
Luchó junto con Nicolás Bravo así como con otros insurgentes como José María Morelos y los guerrerenses Hermenegildo Galeana y Vicente Guerrero.
Estuvo sitiado en el cerro de Santo Domingo (cerca de su ciudad natal, Chilpancingo de los Bravo) durante más de un mes por las fuerzas realistas españolas. Con la ayuda de militares y de su esposa, Antonia Nava de Catalán (1779-1843) salieron librados de este lugar y se abrieron paso hacia la villa de Tixtla.
En honor de esta pareja conformada por los señores Catalán, la villa de Jaleaca, al día de hoy se llama Jaleaca de Catalán. 
En honor de su hijo Nicolás Catalán (hijo) existe un municipio en la región guerrerense de Tierra Caliente: Coyuca de Catalán.